# Ural-Airlines-Flug 178

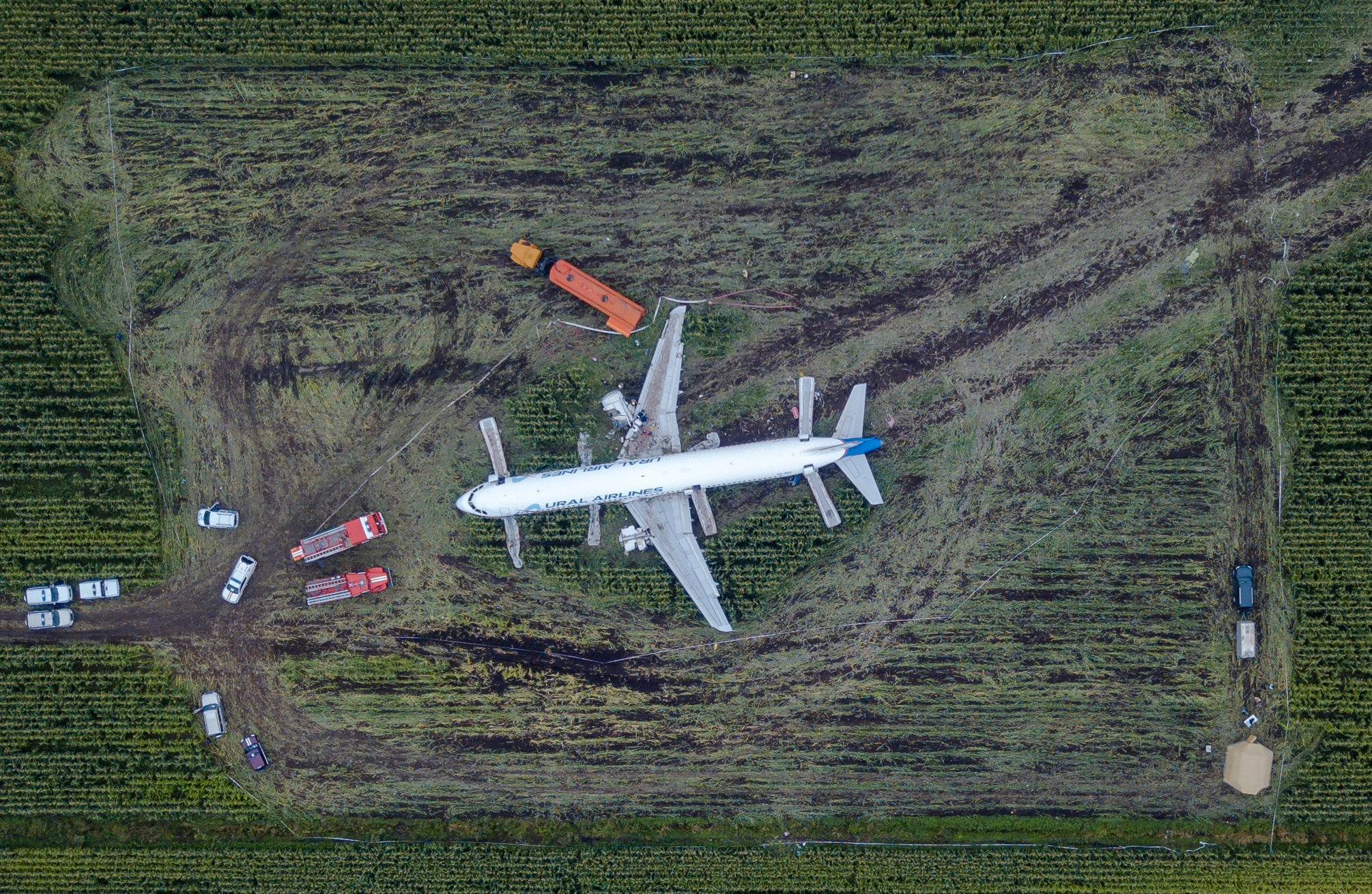
Wrack des Flugzeugs auf dem Maisfeld

Ural-Airlines-Flug 178 war ein am 15. August 2019 absolvierter Linienflug mit einem Airbus A321-200 (Luftfahrzeugkennzeichen VQ-BOZ) der Ural Airlines vom Flughafen Moskau-Schukowski nach Simferopol. Die Maschine mit 226 Passagieren und sieben Besatzungsmitgliedern an Bord kam kurz nach dem Start in einen Schwarm Möwen. Beide Triebwerke lieferten nach diesem Vogelschlag nur einen Teil des Schubs, worauf hin es zu einer Notlandung mit eingefahrenem Fahrwerk in einem Maisfeld etwa fünf Kilometer von der Start- und Landebahn entfernt kam. Bei diesem Zwischenfall gab es keine Todesopfer.

## Konsequenzen
Bei der Landung brach kein Feuer aus und die Maschine konnte über die acht Notrutschen evakuiert werden. 23 Menschen wurden verletzt. Die Maschine musste als Totalverlust abgeschrieben werden. Präsident Putin verlieh dem Kommandanten und dem Co-Piloten, Damir Jussupow und Georgij Murzin, den Titel Held der Russischen Föderation.

## Flugunfalluntersuchung
Die Flugunfalluntersuchung stellte einige Fehler der Cockpitbesatzung fest.
1. Der Start erfolgte im Wissen um den Vogelschwarm – beide Piloten hatten Schimpfworte dafür verwendet. Es wäre sowohl eine Verzögerung des gesamten Startlaufs nach dem Eindrehen auf die Startbahn, als auch ein Startabbruch vor der Entscheidungsgeschwindigkeit möglich gewesen. Der Bericht nennt das Empfinden des Piloten mindestens „Unbehagen“, es sei jedoch, so der Luftfahrtjournalist Andrej Menschenin, in Russland so, dass Abweichungen von der Routine als Verstoß gegen Standards empfunden würden, weshalb Piloten lieber keine solchen „Fehler“ machten, also ungern Entscheide gegen die Standardabläufe träfen.[8]
2. Die Piloten fuhren das Fahrwerk nicht ein. Das Einfahren des Fahrwerks hätte den Widerstand reduzieren können und so dem Flugzeug zur nötigen Geschwindigkeit und damit zu mehr Sicherheit verhelfen können, insbesondere im Falle eines solchen Fluges mit verminderter Triebwerksleistung.
3. Das Verhalten der Besatzung nach dem Auftreten der Notsituation trug laut Bericht Anzeichen von „Desorganisation, Inkonsistenz und Zufälligkeit“. Die Geschwindigkeit sei nicht in der gebotenen Art überwacht worden.
4. Als sich der richtigerweise eingeschaltete Autopilot wegen des immer noch ausgeübten Drucks der Besatzung auf die Pedale ausschaltete, ertönte das zugehörige Warnsignal, welches von der Besatzung nicht ausgeschaltet wurde; dies sei möglicherweise ein Anzeichen von Verwirrung oder psycho-emotionaler Belastung gewesen. Der Co-Pilot habe seine Funktion als überwachender Pilot nicht ausreichend wahrgenommen, der Bericht erwähnt den Begriff „Tunneleffekt“ mit der Bedeutung, dass sich die Überwachung der Fluginstrumente nur noch auf eine begrenzte Anzahl Parameter konzentrierte.
5. Der Kapitän erwog nur die Landung in Schukowski, die Untersuchungskommission wies darauf hin, dass ein Erfolg dieses Plans mit den vorliegenden Parametern, inklusive des nicht eingefahrenen Fahrwerks, praktisch ausgeschlossen war. Eine Notlandung wurde nicht besprochen, auch wurden die Triebwerke nicht, wie dies bei einer Notlandung vorbereitet wird, sofort bei Bodenberührung ausgeschaltet.
6. Das Fahrwerk wurde in der letzten Flugphase eingefahren. Die Untersuchungskommission geht davon aus, dass dies der Fortsetzung des Fluges hätte dienen sollen, und somit erst zu diesem Zeitpunkt bemerkt worden war. Die Piloten beharrten darauf, dass sie diesen Entscheid getroffen hätten aufgrund der zu erwartenden Bodenfeuchte und einem drohenden Einsinken des Fahrwerks mit ungewissen Kräften.[8]
7. Die ersten Aussagen der Piloten stimmten nicht mit der tatsächlichen Entwicklung des Flugverlaufs überein, sie orientierten sich vielmehr an den Standards. Russische Piloten würden, wieder gemäß dem Fachjournalisten Menschenin, versuchen zu vermeiden, zu Sündenböcken gemacht zu werden.[8]
8. Beide Piloten hatten Überstunden gearbeitet, die Fluggesellschaft hatte die Urlaubsplanung nicht eingehalten.

Nach den Regeln der ICAO sollte der Staat, der die Untersuchung durchführt, den Abschlussbericht des Vorfalls so rasch wie möglich veröffentlichen. Ist dies nicht möglich, sind jährliche Zwischenberichte vorgeschrieben. Im Falle des Ural-Airlines-Flug 178 wurde einzig im August 2020 eine Pressemitteilung herausgegeben, die jedoch kein vollwertiger Bericht war. Im August 2022 drang der fertige Bericht an die Öffentlichkeit.